# Еквівалентна вага
Еквівале́нтна вага́, еквівале́нтна ма́са (рос. эквивалентный вес, англ. equivalent weight) —
1. Молекулярна або атомна маси, поділені на зміну валентності, що відбулися протягом реакції.
2. Для кислотно-основних реакцій — молекулярна маса, поділена на число йонів Н+, утворених або витрачених протягом реакції. Для кислоти — маса, яка дає один моль Н+. Для основи— маса, яка нейтралізує один моль Н+.
3. В окисно-відновних реакціях — молекулярна або атомна маса, поділена на число електронів, перенесених протягом реакції. Вона різна для даної речовини, залежно від реакції. Наприклад, еквівалентна маса йона Cu+ однакова з атомною масою, незалежно, чи він окиснюється до Cu2+, чи відновлюється до Cu0. Але вона рівна половині атомної маси, якщо відновлення Cu2+ піде до Cu0, і атомній масі, коли відновлення іде до Cu+.

Одиницею вимірювання еквівалентної ваги є грам-еквівалент.